# Buddhabhadra
Pour le premier patriarche du monastère Shaolin, voir Batuo.
Buddhabhadra (359-429 CE) est un moine bouddhiste, né en Inde, qui a propagé sa foi par des traductions de textes bouddhiques en chinois.
Il a notamment traduit l'Avatamsaka Sutra. Il était reconnu également pour être un grand maître dans l'art de la méditation. Il voyagea en Chine et s'installa à Lushan auprès de Huiyuan.